# Camille Boignard
Pour les articles homonymes, voir Boignard.
Camille Achille Boignard, né le 23 février 1875 à Avelesges (Somme) et mort à Paris 14e le 29 octobre 1941, est un architecte, dessinateur, graveur, peintre et affichiste français.

## Biographie
Membre de la Société nationale des beaux-arts, élève de Jean-Paul Laurens et de Benjamin Constant, Camille Boignard est connu pour ses frises peintes du lycée Jules-Ferry à Paris.
Professeur d'architecture puis de composition décorative à l'École nationale des arts décoratifs de Paris, on lui doit aussi des mosaïques dans l'église Saint-Dominique.
En 1899, il est choisi pour exécuter le diplôme des récompenses de l'Exposition universelle de 1900. Il obtient en 1903 une médaille d'honneur au Salon des artistes français.